# Wo die Lerche singt (Operette)
Wo die Lerche singt ist eine Operette in drei Akten von Franz Lehár. Das Libretto stammt von Alfred Maria Willner und Heinz Reichert und basiert auf dem Theaterstück  „Dorf und Stadt“ von Charlotte Birch-Pfeiffer. Das Werk erlebte seine Uraufführung in ungarischer Sprache unter dem Titel  „A Pacsirta“ (= „Die Lerche“) am 1. Februar 1918 in der Königlichen Oper in Budapest. Die Erstaufführung in deutscher Sprache fand am 27. März 1918  im Theater an der Wien in Wien statt.

## Handlung
Die Operette spielt in einem ungarischen Dorf und in Budapest zu Beginn des 20. Jahrhunderts und handelt von der letztlich unglücklichen Liebe eines Bauernmädchens namens Margit zu einem Maler namens Sandor. Dieser nimmt sie mit nach Budapest, wo er sie mit dem Stadtleben vertraut machen will. Margit spürt bald, dass sie das Leben in der Stadt nicht ertragen kann. Hinzu kommt noch, dass sich Sandor wieder seiner alten Liebe Vilma zuwendet. Enttäuscht verlässt Margit Sandor und Budapest und kehrt in ihr Heimatdorf zurück, dort wo die Lerche singt. In ihrer Heimat findet sie zu ihrem früheren Freund Pista zurück.

## Rezeption und Musik
Die Operette Wo die Lerche singt wurde im Lauf der Zeit mehrmals verfilmt. Franz Lehár vertonte das Werk unter Verwendung ungarischer und Wiener Stilelemente. Eine CD-Einspielung mit dem Franz Lehár-Orchester und dem Chor des Lehár Festivals Bad Ischl unter der Leitung von Marius Burkert wurde beim Label CPO veröffentlicht. Mitwirkende waren u. a. Gerhard Ernst, Sieglinde Feldhofer, Jevgenij Tauntsov, Wolfgang Gerold, Miriam Portmann, Florian Resetarits und Sinja Maschke. Folgende Nummern sind auf dieser CD zu hören: 
- Es rötelt im Laube
- Was gehn mich an die Leute
- Ein Hauch von Blüten
- Durch die weiten Felder
- Schöne Margit
- Auf dem Bankerl
- Ja auf dem Land
- Finale I
- Ungarische Tänze als Zwischenaktmusik
- Das Temesvar Lied
- Fern wie aus vergangnen Tagen
- Finale II
- Entr'akt
- Finaletto

Im Vergleich zu anderen Operetten des Komponisten wie z. B. Die lustige Witwe ist das Werk etwas blasser geblieben und hat daher langfristig nicht an die großen Erfolge des Komponisten anknüpfen können. Das liegt aber weniger an Lehárs Musik als an dem Textbuch. Trotzdem war der Start der Operette erfolgreich und in den ersten Jahren nach der Premiere stand es noch häufig auf den Theaterspielplänen im deutschsprachigen Raum und in Ungarn. Heute wird die Operette als Gesamtwerk nur noch selten aufgeführt. Einzelne Musikstücke haben sich indes halten können und werden bei Konzerten gelegentlich gespielt. An diesen Nummern sowie auch an dem Gesamtwerk hält der einstmals von Lehár gegründete Glockenverlag Wien die Urheberrechte.